# Zázraky přírody
Zázraky přírody jsou český televizní pořad o přírodě, který vysílá Česká televize od roku 2009. Celý formát, s výjimkou silvestrovského dílu, trvá 70 minut. Moderátory pořadu jsou Vladimír Kořen a Maroš Kramár. Hlavním tématem každého dílu jsou zajímavé přírodní zákonitosti nebo jevy a případně to, jak mohou být využity. V každém díle soutěží čtyři, většinou známé, osobnosti v šesti tematických okruzích.
Na konci dílu vítěz (někdy i více než jeden) obdrží odměnu v podobě dárku spojeného s předváděným pokusem. Pokus se provádí ve studiu, v některých případech je předtočen v exteriérech.
Součástí každého dílu je jeden externí experiment, který podstoupí osobně moderátor Vladimír Kořen, často jsou ale do něj zapojeni oba moderátoři. Soutěžící mají za úkol odhadnout, jak experiment dopadne. 
Silvestrovský díl je vždy premiérový.

## Princip soutěže
Hosty každého dílu jsou čtyři známé osobnosti (obvykle ve složení 1 žena a 3 muži), které tipují správné odpovědi. Na odpověď stiskem tlačítka ve studiu mají deset sekund. Když odpoví správné, připočte se jim bod. Když odpoví špatně, body se neodečítají. Soutěžící s nejvyšším počtem bodů se stává vítězem soutěže.

## Studio
Studio pořadu Zázraky přírody se nachází v budově České televize na Kavčích horách v Praze 4.
Je rozděleno na dvě části: jeviště a hlediště. Jeviště je rozděleno na dvě další části, v jedné části se nachází černá lakovaná podlaha a na ní je pět oranžových křesel proložených bílými opěrkami, kde se nacházejí vždy 3 bílá tlačítka A;B;C, seřazena svisle. Před křesly je dlouhý monitor s podsvícením a moderátor Maroš Kramár má před sebou počítač, kde se zobrazují otázky. V druhé části je umístěna kruhová bílá podlaha. Nad ní je další obrazovka. Stěny studia jsou tvořeny stupňovitými ovály, vždy po jednom v každé části. Před oválem se nachází pět obrazovek, z nichž pátá je natočena stranou.